# Trappistenabtei Marija-Zvijezda

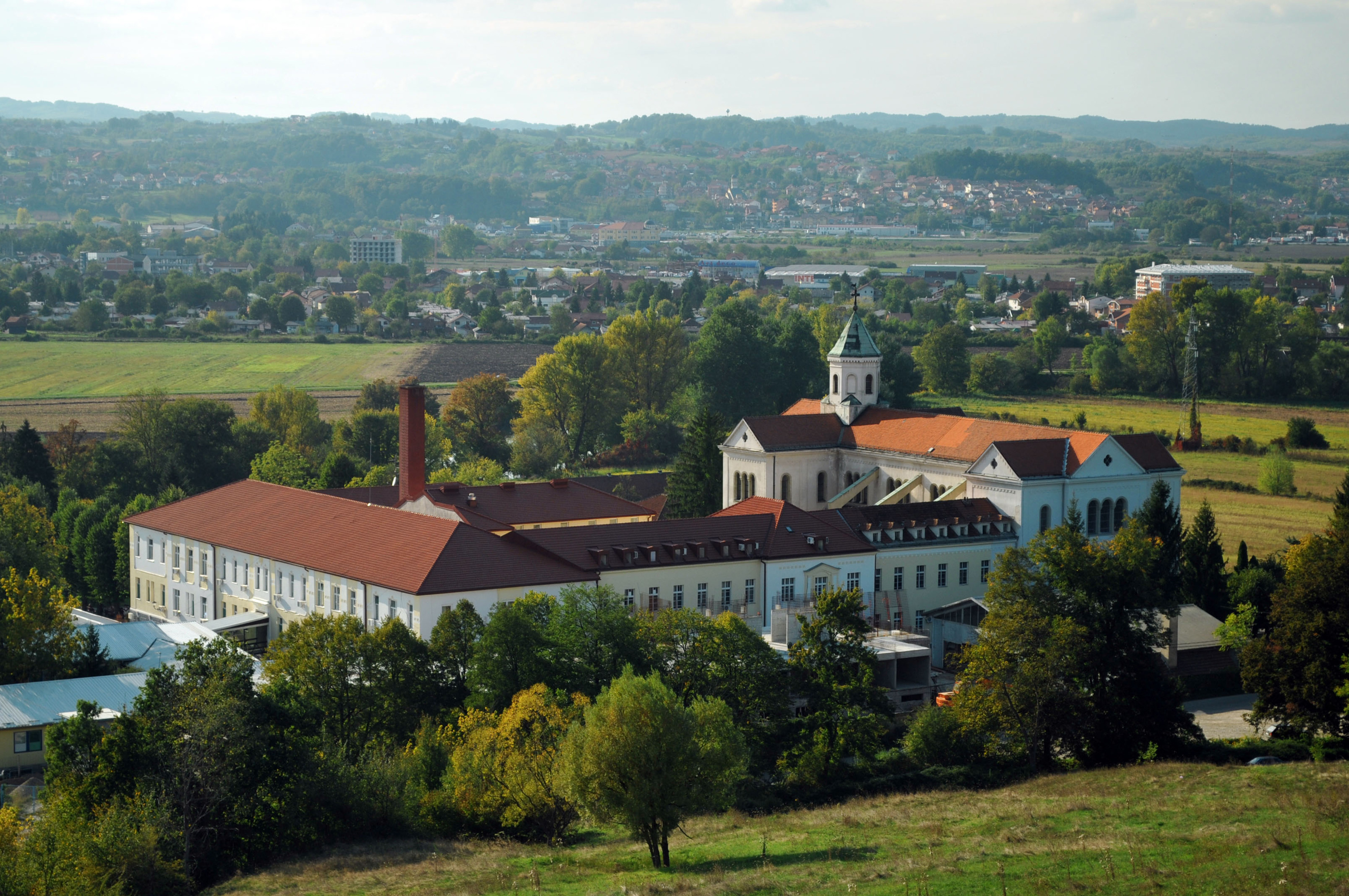
Trappistenabtei Mariastern, Bosnien

Die Trappistenabtei Marija-Zvijezda (lat. Abbatia Beatae Mariae de Stella; deutsch Abtei Mariastern) ist ein ehemaliges bosnisches Kloster der Trappisten in Banja Luka, Bistum Banja Luka.

## Geschichte

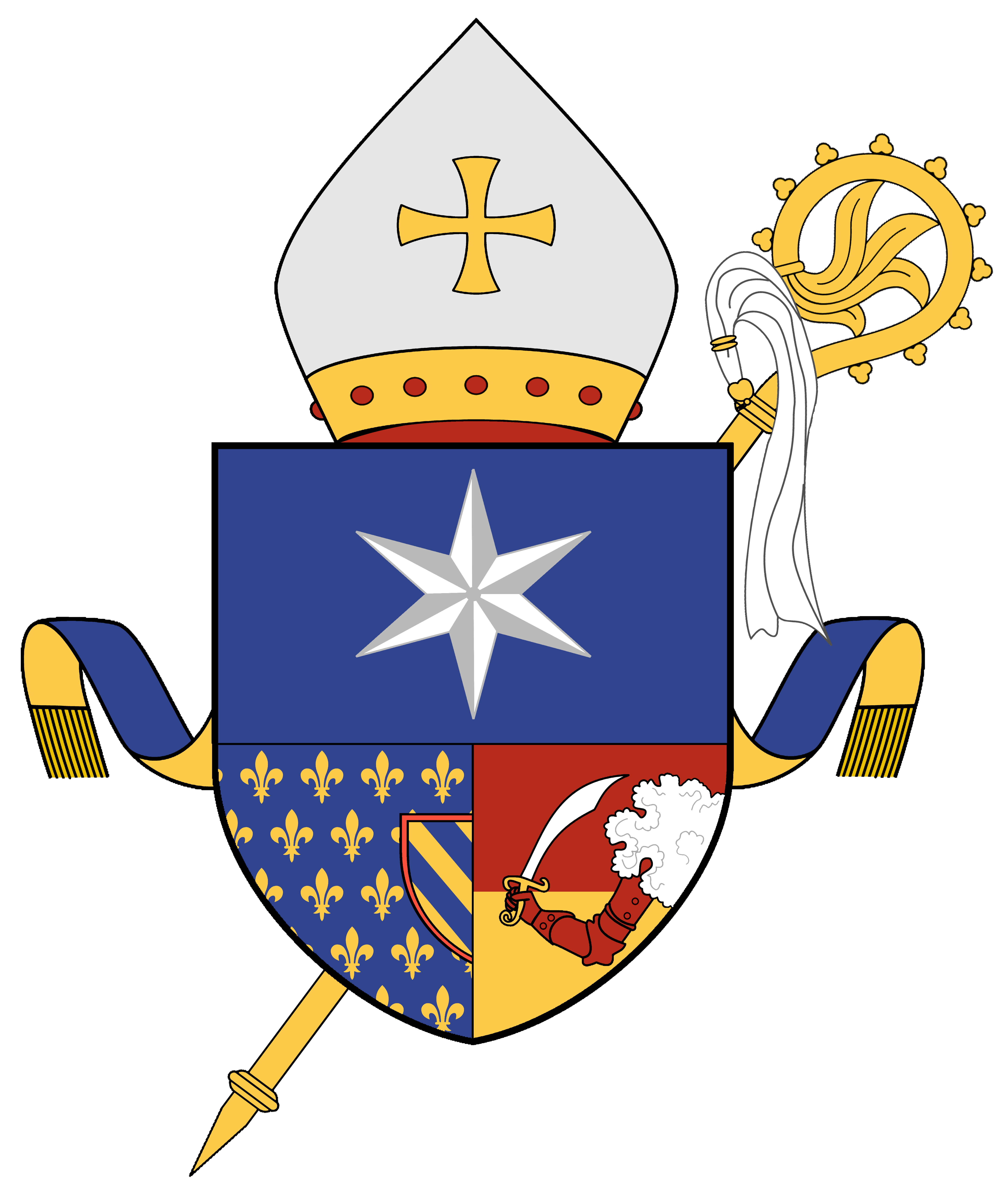
Wappen des Klosters

Der Trappist Franz Pfanner (ursprünglich Abtei Mariawald in der Eifel) gründete 1869 im Auftrag des Papstes in dem damals zum Osmanischen Reich gehörenden Banja Luka (heute Bosnien und Herzegowina) im Vorort Delibašino Selo am Ufer des Flusses Vrban das Kloster Mariastern (bosnisch: Marija-Zvijezda, benannt nach dem Kloster St. Marienstern in der Oberlausitz als wichtigem Geldgeber), das 1885 zur Abtei erhoben wurde und bis 1940 regelmäßig zwischen einhundert und zweihundert Mitglieder hatte.
Als Bosnien 1878 unter die Verwaltung Österreich-Ungarns kam und deutsche Katholiken (vor allem aus der Eifel und dem Rheinland) während des preußischen Kulturkampfes auf Einladung von Franz Pfanner nach Bosnien einwanderten und zwischen Banja Luka und Gradiška die Dörfer Windthorst (Novo Topola) und Rudolfstal (Alexandrovac) gründeten, errichtete das Kloster Mariastern in den beiden Orten die Grangien Josefsburg (Josipovac, 1887) und Marienburg (Marijin Dvor, 1893), die mit den deutschen Kolonisten kooperierten und u. a. die noch heute existierende Herstellung des Trappistenkäses betrieben.
1882 verließ Pfanner Banja Luka und gründete in Südafrika das Trappistenkloster Mariannhill, das 1909 aus dem Ordensverband der Trappisten gelöst und Mutterkloster der Kongregation der Mariannhiller Missionare wurde. 1888 gründete Mariastern das Priorat Zemunik (italienisch: Zemonico) in Zemunik Donji, Kroatien, das bis 1922 bestand.
1904 schlug ein Gründungsversuch auf Neupommern (heute: Neubritannien) fehl, einer Insel des Bismarck-Archipels, das damals zu den deutschen Südseekolonien gehörte. Der aus Haltern stammende Trappistenkonverse Alois Bley (1865–1904), der seit 1887 in Mariastern lebte und 1902 mit einem Mitbruder in die Südsee gesandt worden war, wurde dort im Rahmen des sogenannten „Baining-Massakers“ von Einheimischen ermordet, die sich der von den Missionaren verfolgten rigiden Missions- und Zivilisierungsstrategie widersetzten. Die Köpfe von drei hingerichteten Eingeborenen, die an der Tat beteiligt waren, wurden zu anatomischen Studienzwecken an die Universität Freiburg im Breisgau geschickt.
Mönche der Abtei Mariastern ließen sich 1919 im verlassenen Kloster Himmerod nieder und kauften vom Reichsgrafen von Kesselstatt einen Teil des alten Himmeroder Klosterbesitzes zurück. Sie schlossen sich dann der Abtei Marienstatt an, die seit 1922 offiziell als Urheberin der Himmeroder Neubesiedelung gilt.
1944 wurden die Mönche von einrückenden Kommunisten vertrieben und flüchteten in das Trappistenkloster Maria Veen in Reken im Münsterland. Von dort wechselten sie 1951 in das Stift Engelszell, wo das Kloster Mariastern eine Zeit lang juristisch überlebte. Nach der Besetzung verbrannte die Klosterbibliothek mit 20.000 Bänden. Der Besitz der Trappisten wurde enteignet. Spätestens ab 1952/1953 lebten aber auch wieder Mönche in Banja Luka, die nach Rücktritt und Tod von Abt Bonaventura Diamant (der das Kloster aufgeben wollte) und bis zur offiziellen Einsetzung eines neuen Abtes (1964) die vom Orden befürwortete Kontinuität wahrten. Teile der Abtei, die den Mönchen überlassen blieben, wurden später allerdings ebenfalls von der jugoslawischen Regierung in Beschlag genommen. Als 1969 (einen Monat nach der Neu-Konsekration der Kirche) ein Erdbeben Banja Luka erschütterte, ging ein Teil der Mönche nach Kloštar Ivanić (Gespanschaft Zagreb), kehrte aber 1977 auf Weisung der Ordensleitung nach Mariastern zurück. Seit 1973 ist das Kloster gleichzeitig Pfarrei. Die Klosterkirche Mariä Heimsuchung ist seit 2004 Nationaldenkmal von Bosnien und Herzegowina.
Seit dem Bosnienkrieg war der Bestand des Klosters neuerlich gefährdet. 2017 verfügte der Orden die Aufhebung der Abtei. Zurzeit (2021) lebt nur noch ein Trappist in der Klosteranlage, Pater Zvonko. Franjo Komarica, der römisch-katholische Bischof von Banja Luka, bemüht sich bei der Regierung der Republika Srpska bislang erfolglos um Rückgabe der Gebäude und gründete 2020 in den Klosteranlagen ein Europa-Zentrum für Frieden und Zusammenarbeit, das als internationale Bildungs- und Begegnungsstätte vor allem für junge Menschen konzipiert ist und unter anderem von kroatischen Politikern unterstützt wird. Dem von Christian Wulff geleiteten Gründungskuratorium gehören zwei weitere Bischöfe aus Deutschland und Österreich sowie mehrere christdemokratische Europaabgeordnete an.

### Obere, Prioren und Äbte
- Franz Pfanner (1869–1882)
- Bonaventura Baier (1882–1893, erster Abt, verunglückt)
- Dominikus Aßfalg (1894–1920, Hochblüte des Klosters, zeitweise 220 Mönche)
- Bonaventura Diamant (1920–1952, dann zurückgetreten)
- Flavian Grbac (1952–1957)
- Tiburcije Penca, Superior ad nutum (= bis auf Weiteres) (1957–1964)
- Fulgencije Oraić (1964–1977, verstorben in Kloštar-Ivanić)
- Anton Artner, Superior ad nutum (1977–1991)
- Nivard Volkmer, Superior ad nutum (1991–2002)
- Philippe Vanneste, Superior ad nutum (2002–2003)
- Franziskus de Place, Apostolischer Administrator (ab 2003)